# Park Miejski w Zamościu
Park Miejski w Zamościu – park o założeniu modernistycznym utworzony w okresie międzywojennym w latach 1919–1926 w centrum Zamościa. Jest położony po północno-zachodniej stronie zabytkowego Starego Miasta, głównie na dawnych terenach pofortecznych, między ulicami J. Piłsudskiego (od wschodu), Akademicką i Królowej Jadwigi (od południa) oraz Ośrodkiem Sportu i Rekreacji (od zachodu) i wraz z Plantami oraz pozostałymi terenami zielonymi wokół dzielnicy staromiejskiej tworzy główną miejską przestrzeń zieloną. Zajmuje obszar o powierzchni ok. 11 ha i jest wpisany do rejestru zabytków.

## Historia
Po decyzji o likwidacji twierdzy w 1866 r. Zamość uzyskał możliwość rozwoju przestrzennego poza jej murami (na terenach niezabudowanych), w obrębie których w gęstej sieci ulic i zabudowy Starego Miasta brakowało większej otwartej przestrzeni z terenami zielonymi (poza niewielkim ogrodem przed dawnym pałacem Zamoyskich), jakie były również potrzebne mieszkańcom. Skłoniło to ówczesne władze miasta do utworzenia parku na pobliskich terenach pofortecznych, częściowo nadal przeznaczonych na cele wojskowe, co m.in. stanowiło przeszkodę w pierwszych próbach utworzenia parku w 1903, a zwłaszcza w 1910 r.
W ramach konkursu ogłoszonego pod koniec 1917 r. przez miasto, w kolejnym 1918 r. wybrano projekt, który wykonał warszawski ogrodnik i planista Walerian Kronenberg. Autor wziął w nim pod uwagę występujące w tym miejscu zachowane pozostałości dawnych umocnień, przedpola i fosy zamojskiej twierdzy oraz ich wzajemny układ, jakie w projekcie zostały odpowiednio dopasowane i zaadaptowane do konkretnego rozplanowania parku, bez wprowadzania zmian naruszających historycznie ukształtowane i utrwalone elementy twierdzy. Na krótki okres – w roku 1919 – doszło do wstrzymania realizacji koncepcji W. Kronenberga, z uwagi na inne zamiany wprowadzone samowolnie i bez konsultacji przez kierownika budowy parku (pracownika zamojskiego magistratu) Edwarda Kranza, które uwzględniały m.in. odbudowanie w miejscu parku zniszczonych wałów i nieco inną koncepcję przebiegu alejek. Ostatecznie jednak zrealizowano plan W. Kronenberga, co trwało w kolejnych etapach do roku 1926.
Zgodnie z decyzją władz Zamościa, parkowi nadano nazwę „Park im. Jana kanclerza Zamoyskiego” (widniała na bramie wejściowej), na cześć założyciela „hetmańskiego grodu”. Nieco inaczej wyglądał w tym okresie układ pobliskich ulic – południową granicę parku stanowiła ul. Zamkowa, jaka wówczas przebiegała od tyłów dawnego pałacu Zamoyskich przez nieistniejącą jeszcze ul. Królowej Jadwigi „po skosie”, mijając od zachodu i północy starą Bramę Lubelską (bez odtworzonej na zachód kurtyny), po wspomnianą główną bramę wejściową przy ul. Akademickiej (jej łukowy zakręt).
Wśród licznych form wypoczynku i rekreacji, już od lat 20. były tu dostępne takie jak m.in. pływanie łódkami po stawie, jazda po lodowisku zimą (zamarznięty staw), a pod koniec lat 50. także pływanie kajakami. Odbywały się tu różne przedsięwzięcia kulturalne, rozrywkowe i sportowe (w północnej części istniało tu boisko i niewielki amfiteatr). W centrum parku, blisko wschodniego brzegu (zakola) stawu, znajdowała się dawniej kawiarnia, powstała w latach 60. (ostatecznie rozebrana po pożarze na przełomie lat 80. i 90.).
W poszczególnych latach przeprowadzano różne zmiany, jak m.in. regulację stawu i kanału doprowadzającego wodę (m.in. z powodu pogarszającego się jej stanu czystości), inne zmiany konserwacyjne i techniczne, czy wymianę nawierzchni chodników na asfaltowe.
W latach 2011–2014 teren poforteczny wokół Starego Miasta, w tym również park, był objęty miejskim projektem inwestycyjnym, w ramach którego dokonano m.in. rekonstrukcji i umocnienia wybranych obiektów obronnych, zmieniono istniejące chodniki oraz wyznaczono nowe, wstawiono nowe ławki oraz latarnie w dopasowanym stylu. Ponadto powstała trzecia kładka przez staw, a na nim udostępniono fragment wyspy, jaki przez wiele lat był niedostępny dla spacerowiczów. Utworzono również punkty informacyjne związane z historią Twierdzy Zamość oraz znaki z kierunkami do wybranych obiektów.

## Struktura przestrzenna

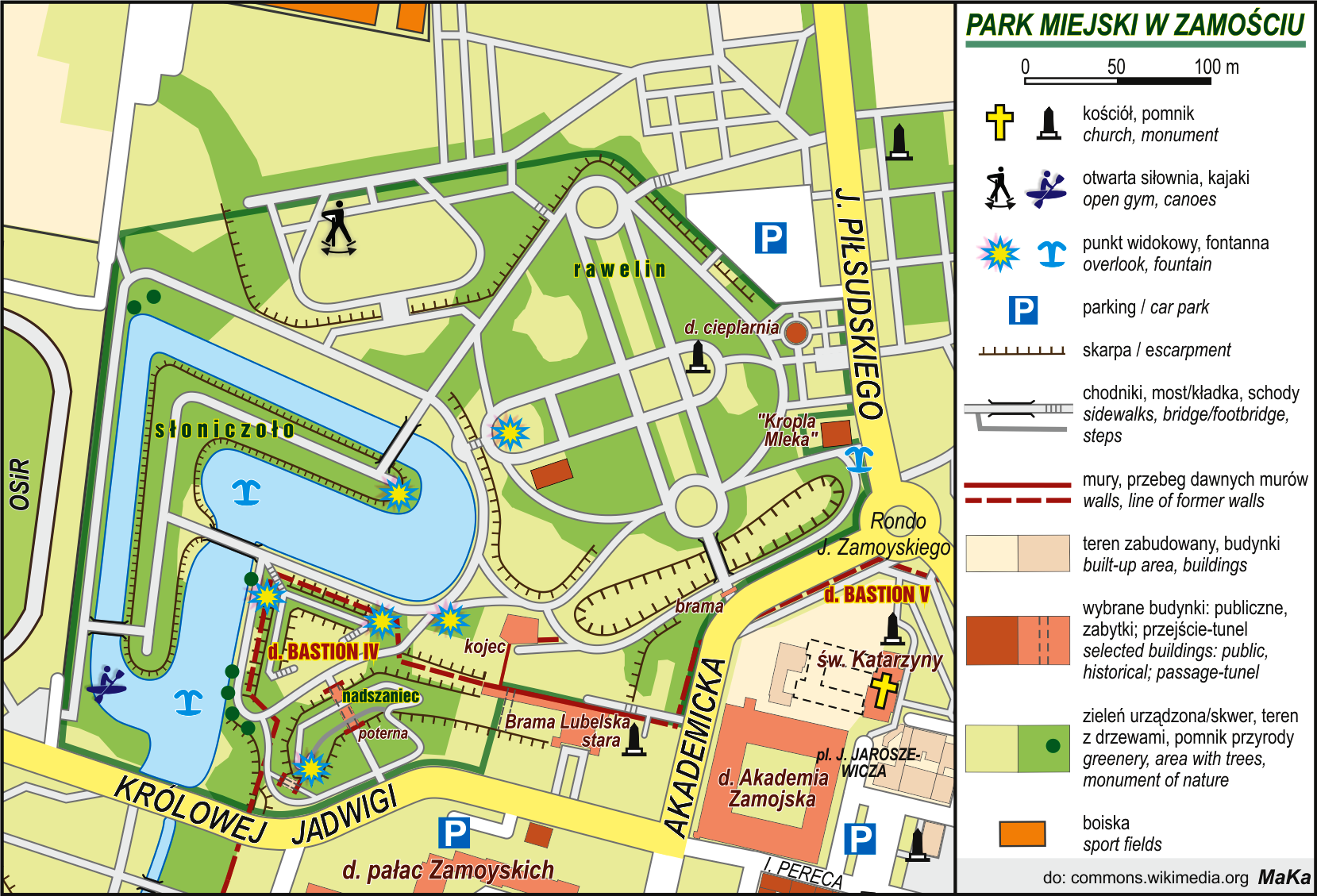
Plan parku

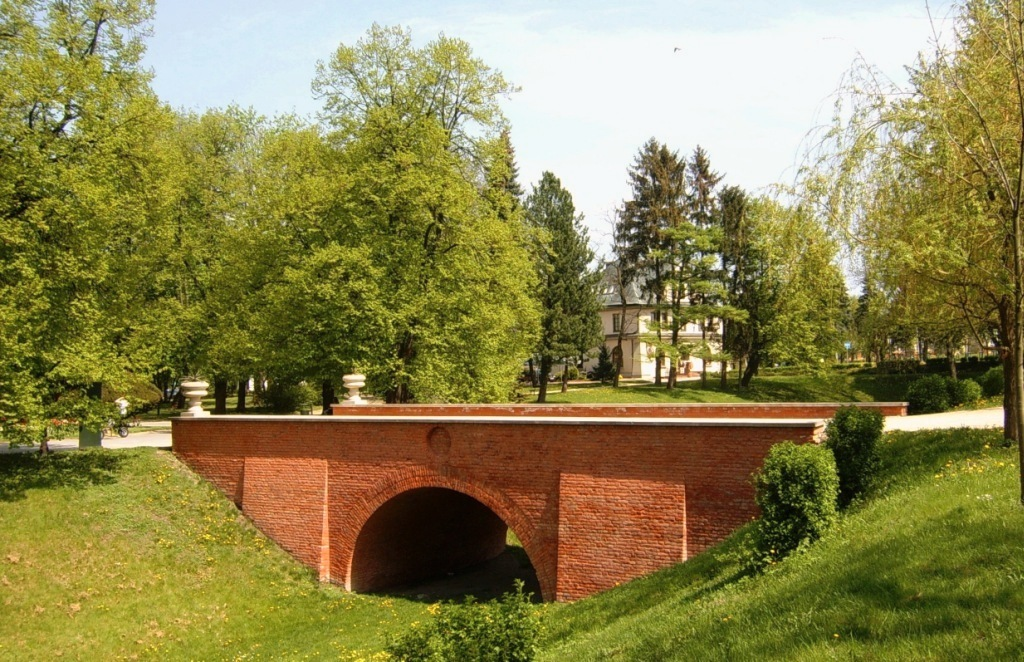
Most przy bramie wejściowej, w oddali „Kropla Mleka”

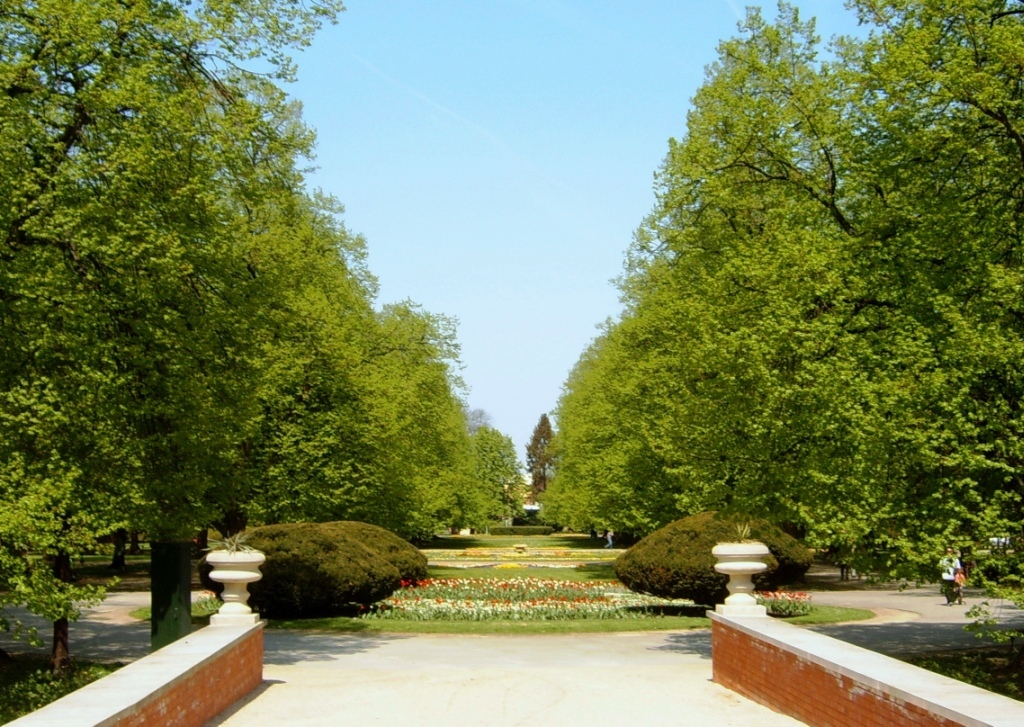
Główna aleja (północ-południe) za bramą wejściową od ul. Akademickiej

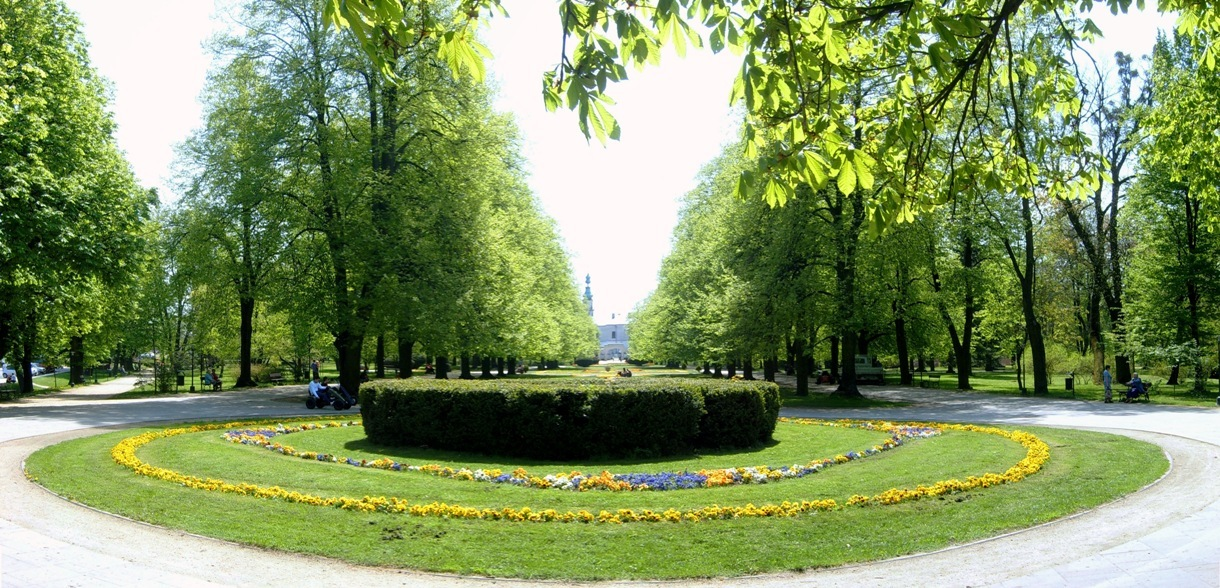
Główna aleja od strony północnej

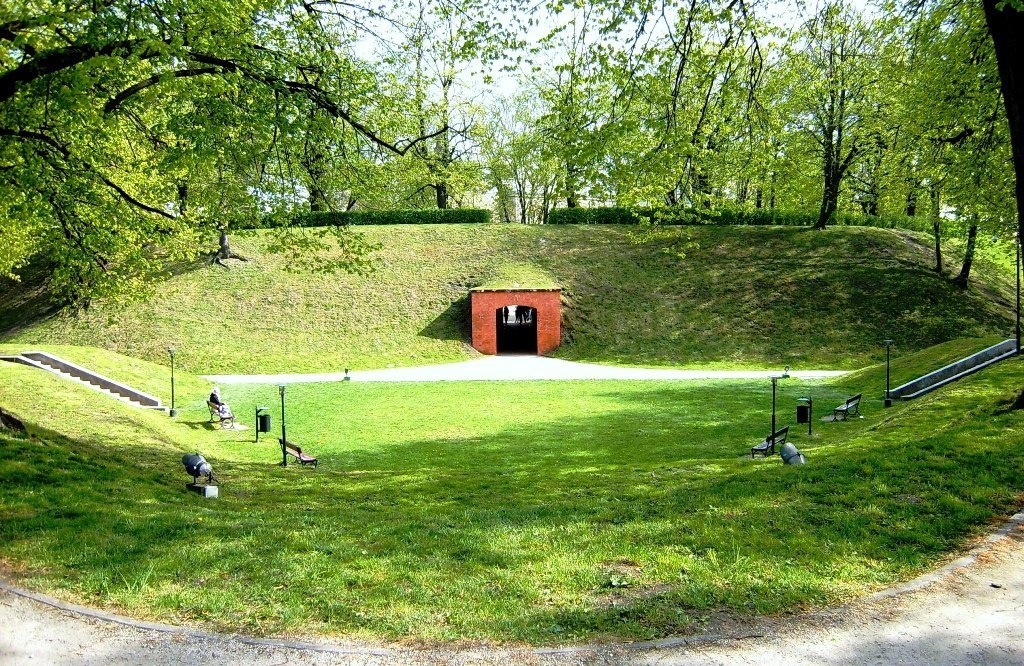
Teren bastionu IV (plateau) i poterna (tunel) z przejściem przez nadszaniec ziemny

Park utworzono w większości na terenach pofortecznych, a tylko częściowo w zasięgu murów dawnej Twierdzy Zamość, czego przykładem jest przede wszystkim bastion IV. Natomiast pozostały większy obszar zajmuje jej przedpola, gdzie miały miejsce liczne etapy rozbudowy umocnień w XIX wieku, w tym m.in. słoniczoło (w zasięgu obecnego stawu) i wysunięty bardziej na północ rawelin (między bastionami IV a V) na zewnątrz murów. Dzięki temu park cechuje się zróżnicowaną rzeźbą terenu i wyraźnymi, względnymi różnicami wysokości (od 3 do 7 metrów).
Tuż za główną bramą przy ul. Akademickiej znajduje się jedyny murowany most (zbudowany wg projektu E. Kranza – nie był on uwzględniony w koncepcji W. Kronenberga), który prowadzi do głównych, szerokich alei, stanowiących podstawowe osie kompozycyjne parku (partery), jakich przebieg tworzy częściowo geometryczny układ. Dwie osie tych alei (północ-południe, wschód-zachód) przecinają się prostopadle, a każda z nich składa się z dwóch równolegle biegnących szerokich odcinków (z szerokim pasem zieleni pomiędzy nimi), połączonych okrągłymi klombami (oś północ-południe), bądź łukiem (eksedrą; oś wschód-zachód) ozdobionymi kwietnikami. Większość alejek i ścieżek posiada nawierzchnię żwirowo-mineralną, zaś wspomniane aleje osiowe wyłożone są twardymi płytkami z piaskowca.
W strukturze przestrzennej parku można wyróżnić jego trzy wyraźnie odmienne i charakterystyczne części:
- wschodnia – największa, na płaskim terenie w zasięgu dawnego rawelinu, od południa – ul. Akademickiej – oddzielona długim dołem (dawna fosa), ze wspomnianym bardziej regularnym geometrycznie układem połączonych alejek w dwóch przecinających się osiach i większej gęstości drzew regularnie rozmieszczonych; od północy sięga nieco wyżej od terenu poza parkiem; poza główną bramą od ul. Akademickiej prowadzą tu alejki od strony ul. J. Piłsudskiego z charakterystyczną stalową bramą powstałą w 2014 r. (w ramach wspomnianego miejskiego projektu obejmującego park);
- zachodnia – nieco mniejsza, ale dość rozległa i położona niżej od części wschodniej (rawelinu), obejmuje przede wszystkim staw zlokalizowany wokół dawnego słoniczoła, stanowiącego obecnie wyspę z alejką oraz regularnym szpalerem drzew;
- południowa – tuż obok stawu, to najmniejszy, ale najwyżej położony fragment parku, jaki w zasięgu historycznych murów twierdzy obejmuje dawny bastion IV (który uległ zawaleniu w XIX wieku) o dość stromych stokach (od strony brzegów stawu), co sprawia, iż są tu wyraźnie widoczne różnice wysokości i ukształtowanie terenu; przebieg ścieżek i chodników dopasowany do topografii tego miejsca jest bardziej nieregularny.

Najwyżej położone w parku czoła (dłuższe boki) wspominanego bastionu IV stanowią atrakcyjny punkt widokowy (w kilku miejscach i kierunkach), zwłaszcza na fragmenty ze stawem (dostępne jest wejście ze schodami). Na niewielki teren wewnętrzny tego bastionu (plateau), jaki jest nieco obniżony względem czół, udostępniono dojście od południa (od ul. Królowej Jadwigi) przez poternę (oświetlony korytarz o długości ok. 25 m) utworzoną w środku nadszańca ziemnego położonego w szyi tego bastionu. Dawniej, przed ostatnimi zmianami, przejście to nie było dostępne. Od południa możliwe jest drugie, krótsze przejście w zasięgu bastionu IV (przez jego lewą/zachodnią kazamatę), a dzięki dodatkowej ścieżce można także wejść na wspomniany nadszaniec z przejściem, co daje kolejny punkt widokowy, również poza teren parku, m.in. na południe na dawny Pałac Zamoyskich i odtworzony bastion III.

## Zieleń

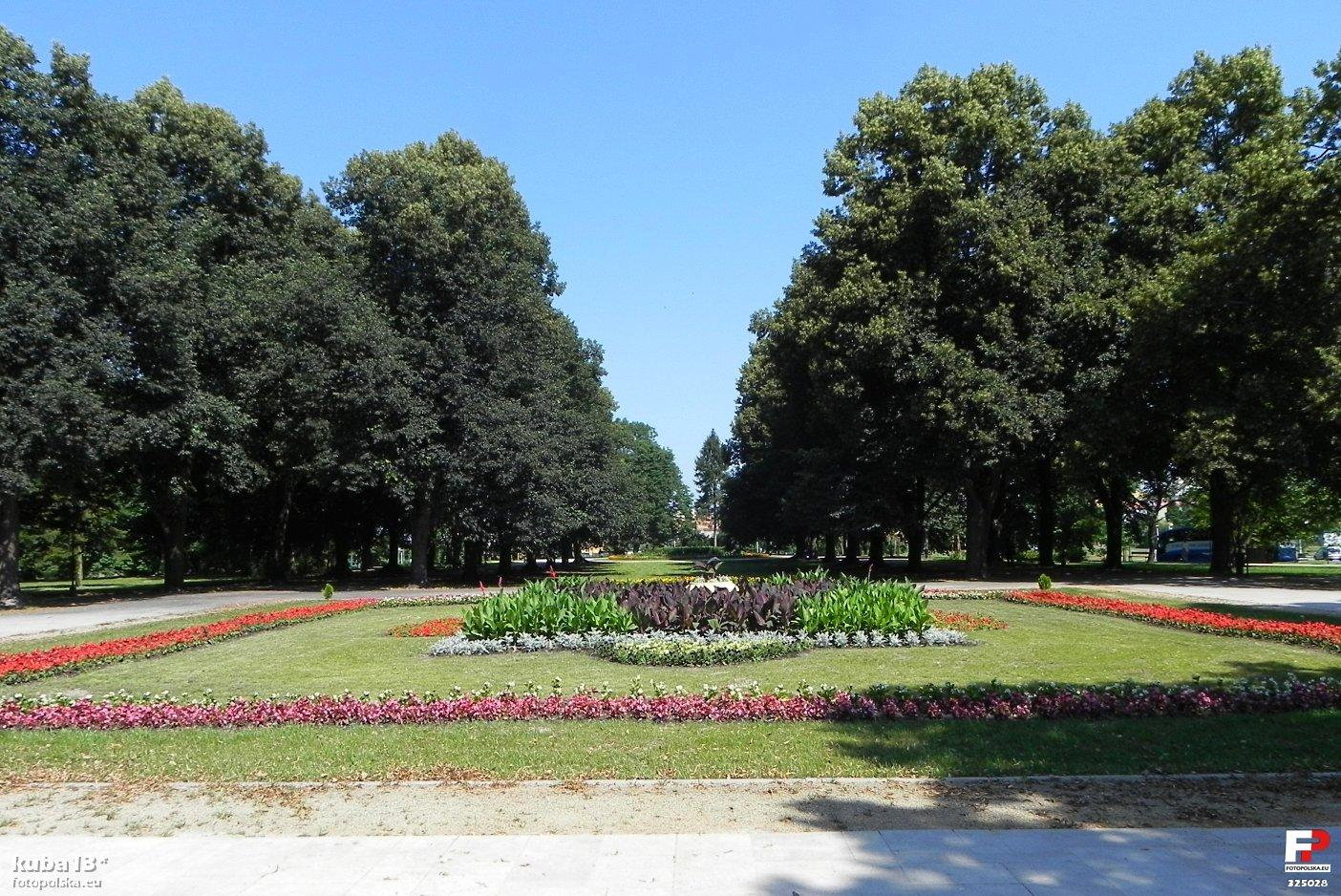
Kwietnik na skrzyżowaniu głównych alejek

Wśród wielu rosnących tu zarówno liściastych, jak i iglastych drzew oraz krzewów dominują jesiony, klony i lipy. Sporą część stanowią głogi, graby, jawory, olchy, kasztanowce, orzechy szare, robinie, świerki oraz wierzby. W mniejszej ilości występują takie jak m.in. brzozy, jodły, topole czy pojedyncze okazy dęba szypułkowego, korkowca amurskiego i sosny-limby.
Wybrane drzewa stanowią pomniki przyrody, są to:
- orzechy szare (5) – szpaler przy wschodnim brzegu stawu obok dawnego bastionu IV
- korkowce amurskie (2) – na brzegu przy północno-zachodnim zakolu stawu.

14 października 2014 r., podczas wizyty w Zamościu ówczesnego prezydenta Bronisława Komorowskiego, posadzono tu „dąb wolności”.
We wschodniej części parku (rawelin), przy głównych alejkach oraz ich skrzyżowaniu, rozmieszczone są duże kwietniki o różnych kompozycjach. Większe wazony z dekoracjami roślinnymi znajdują się dodatkowo przy schodach z rawelinu (alejki wschód-zachód) w stronę stawu oraz na moście przy głównej bramie.
Tuż na północ od parku rozciągają się również niżej położone tereny zielone (trawniki), sięgające po ul. Studzienną, jakie stanowią też miejsce większych imprez muzycznych (koncerty) i rozrywkowych.

## Staw wodny

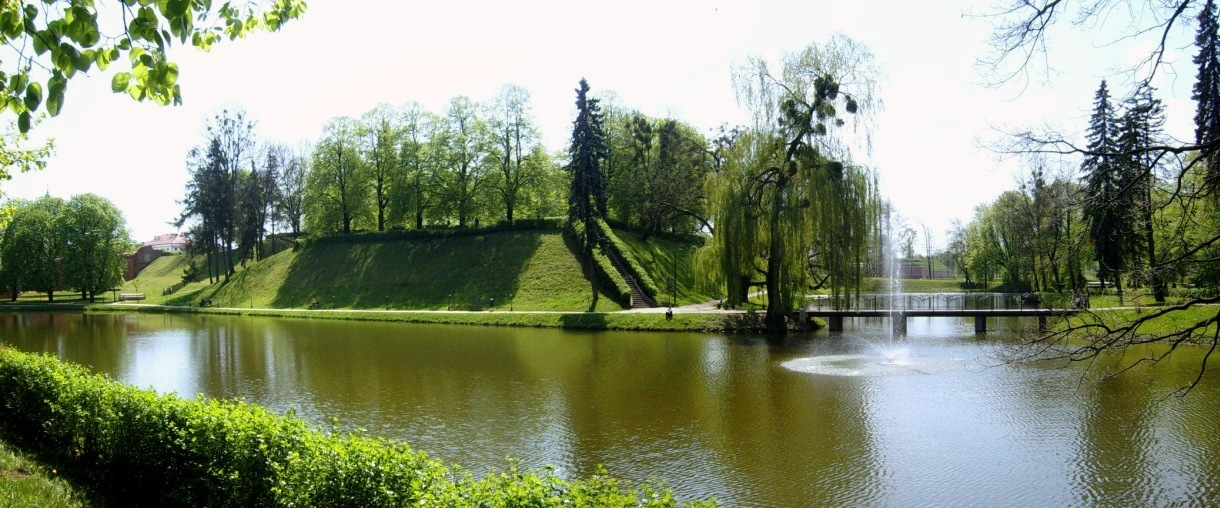
Staw z fontanną oraz dawny bastion IV

Wokół dawnego słoniczoła w zachodniej części parku utworzono staw (o powierzchni ok. 2,05 ha), jakiego zasięg pokrywa się z tutejszą fosą z okresu przebudowy twierdzy w 1825 r., w późniejszych latach (połowa XIX w.) zmienioną – fosa przebiegała tylko po zachodniej i północnej części obecnego stawu. Wspomniane słoniczoło, jakie stanowiło umocnienie pobliskiego bastionu IV było nieco wyższe, dlatego zostało na potrzeby odpowiedniego dopasowania do kompozycji parku obniżone i tworzy obecnie wyspę, na którą prowadzą 3 kładki.
Staw jest zasilany wodami rzeki Łabuńki, spuszczanymi na okres zimowy (poza częścią na sezonowe lodowisko). W ciepłym okresie roku mieszkają tu ptaki wodne (m.in. kaczki, sezonowo także łabędzie; przy brzegu wyspy są 3 domki dla ptactwa w 2 miejscach), a zarybiany jest takimi gatunkami ryb jak karp, amur, szczupak czy karaś. W poprzednich latach – w okresie Polski Ludowej – atrakcję stanowiły zwierzęta takie jak foki szare i lew morski, które korzystały z rozebranej już betonowej wyspy (położonej na wprost od szpica bastionu IV).
Podczas ostatnich prac (w ramach wspomnianego projektu) zamieszczono na stawie dwie pływające fontanny z efektami świetlnymi.

## Architektura

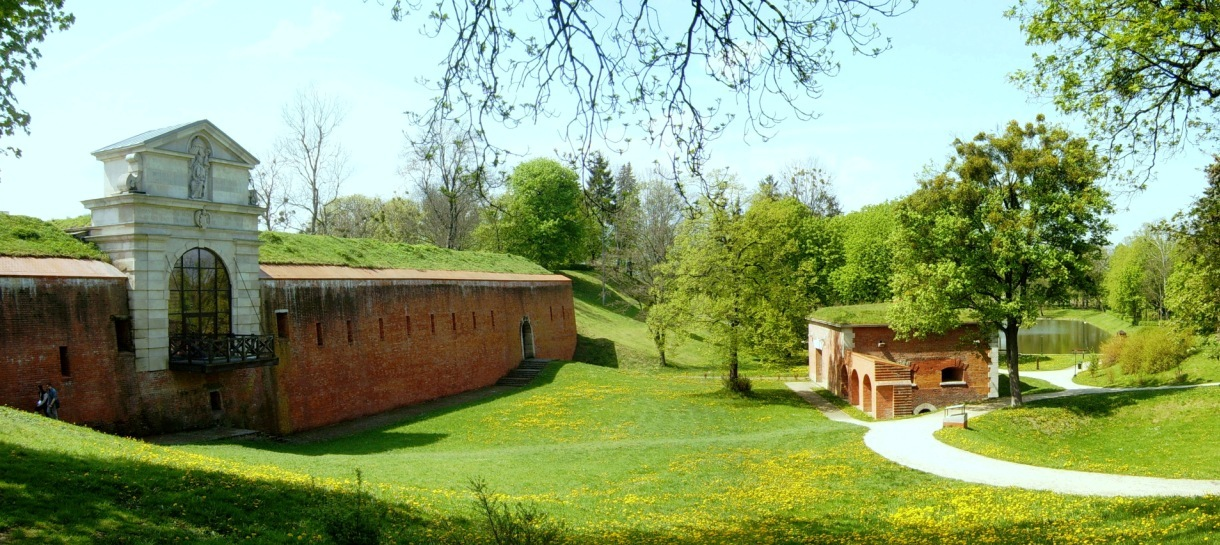
Stara Brama Lubelska oraz kojec

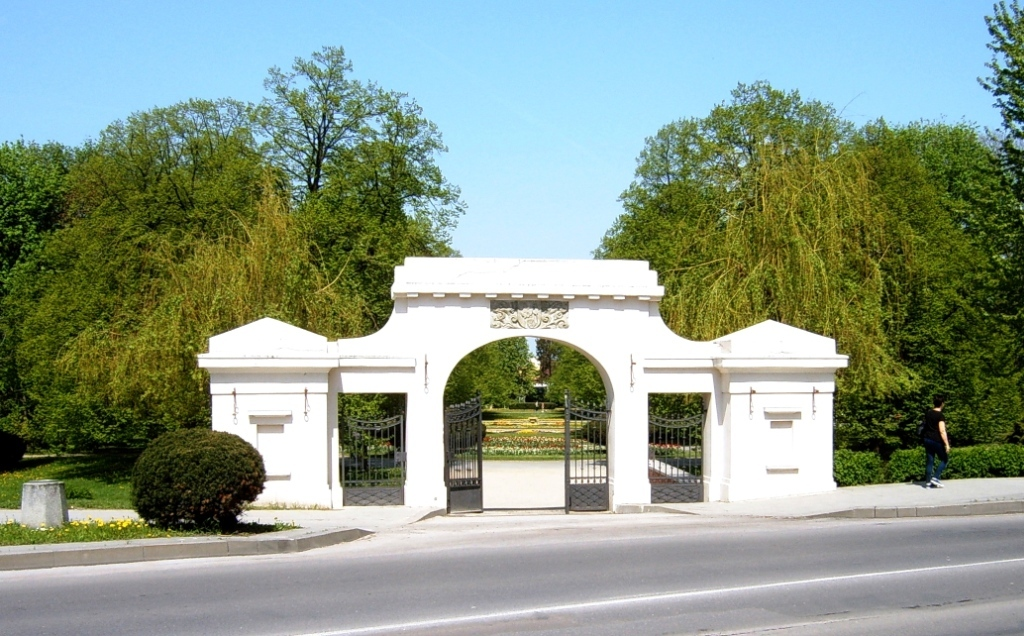
Główna brama wejściowa

Nieliczna zabudowa w postaci pojedynczych budynków bądź budowli zlokalizowana jest głównie przy granicach parku, co z kolei razem z jego innymi elementami tworzy wyjątkowy, malowniczy i charakterystyczny dla tego miejsca krajobraz. Należy do nich zaliczyć m.in. starą Bramę Lubelską (południowa granica; wraz ze zrekonstruowanym fragmentem kurtyny), obok której stoi współcześnie jedyny wewnątrz parku budynek – jest to jeden z dawnych kojców (pięcioboczny, jedyny zachowany) służących do celów obronnych – podobnie jak dawniej, obecnie eksponowana tu jest makieta Starego Miasta.
Niedaleko od kojca, przy ul. Akademickiej stoi główna arkadowa brama wejściowa do parku (zbudowana w 1925 r.), prowadząca do wspomnianych wcześniej głównych alei (na osi północ-południe). Poza szeroką arkadą, nad którą umieszczono płaskorzeźbę z herbem Zamościa, po obu jej stronach są dodatkowe dwa proste, mniejsze przejścia.
Dalej, już przy wschodniej granicy parku (ul. J. Piłsudskiego 1), znajduje się większy budynek – dom ogrodnika z 1928 r., gdzie w późniejszych latach przez długi okres mieściły się przychodnie, a współcześnie są tu obiekty usługowe - herbaciarnia i apartament noclegowy. Przed II wojną światową wydawano tu w ówczesnej przychodni mleko dla chorych dzieci, stąd powszechna po dziś nazwa budynku „Kropla Mleka”.
Niedaleko na północ (ul. J. Piłsudskiego 3a) stoi niewielki, przypominający okrągły (12 boków) budynek z końca lat 30. XX w. Jest to dawna cieplarnia, powstała w celu przechowania zimą kwiatów z parku, w późniejszych latach jako oranżeria, a obecnie kwiaciarnia. W miejscu wspomnianej dawnej, rozebranej kawiarni przy stawie, w grudniu 2019 r. oddano do użytku i otwarto kawiarnię/restaurację "Parkowa Caffe" w nowo powstałym budynku(ul. Akademicka 5).
Wśród obiektów małej architektury są tu m.in. postawiony w 2014 r. pomnik-popiersie Stanisława Staszica przy jednej z głównych alei w części wschodniej parku oraz tablica pamiątkowa nad stawem, poświęcona pamięci trzech żołnierzy Armii Krajowej rozstrzelanych tu podczas II wojny światowej w 1944 r. przez służby NKWD.

## Inne obiekty i atrakcje
Podobnie jak dawniej, w ciepłym sezonie roku możliwe jest tu pływanie kajakiem, natomiast w okresie zimowym w ostatnich latach przywrócono możliwość jazdy na łyżwach na fragmencie stawu, jaki jest częściowo zalewany wodą (o niższym poziomie) zamarzającą w zależności od temperatury powietrza. Stoki długiego dołu po dawnej fosie (od strony ul. Akademickiej) są także popularnym miejscem zjazdu na sankach zimą. Po oficjalnie wyznaczonych chodnikach dostępna jest tu również jazda na gokartach. Niewielki, słabiej zadrzewiony i najniżej położony fragment na północ od stawu i na zachód od rawelinu stanowi przedstok dawnych umocnień (rawelinów) – współcześnie mieszczą się tu plac zabaw dla dzieci oraz plenerowa siłownia. W 2017 r. postawiono tu dodatkowo stoły z planszami do gry w szachy. Ponadto okazjonalnie park stanowi miejsce różnych imprez i wydarzeń kulturalnych (m.in. koncerty, spektakle teatralne, przedstawienia), rozrywkowych (pikniki rodzinne) czy sportowych (biegi, zawody sportowe).